# Casa de Las Rejas
La casa de Las Rejas es un inmueble de la ciudad española de Cuenca construido en los últimos años del siglo XVI o principios del siglo XVII. Está situada en la Puerta de Valencia, muy cerca del monasterio de las monjas Concepcionistas.
Es un edificio de dos plantas que se ordena en torno a un patio porticado. En la parte posterior de la casa había una huerta.
En la fachada principal hay cuatro ventanas que se cierran con rejas de hierro y un escudo sostenido por dos tenantes desnudos de labra muy fina. En el ángulo se abría una ventana enmarcada por pilastras, que posteriormente se cegó y se puso en ella un adorno barroco.
La Casa de las Rejas, que según la terminología de la época habría que llamar «Casa Principal», ha conocido sucesivas reformas llevadas a cabo para reutilizar el edificio, de ahí que la fábrica del siglo XVI haya sido muy alterada. La Posada de San Julián debió formar parte de la casa de Las Rejas.